# شارع تيراماتشي
شارع تيراماتشي (باليابانية : 寺町通 てらまちどお

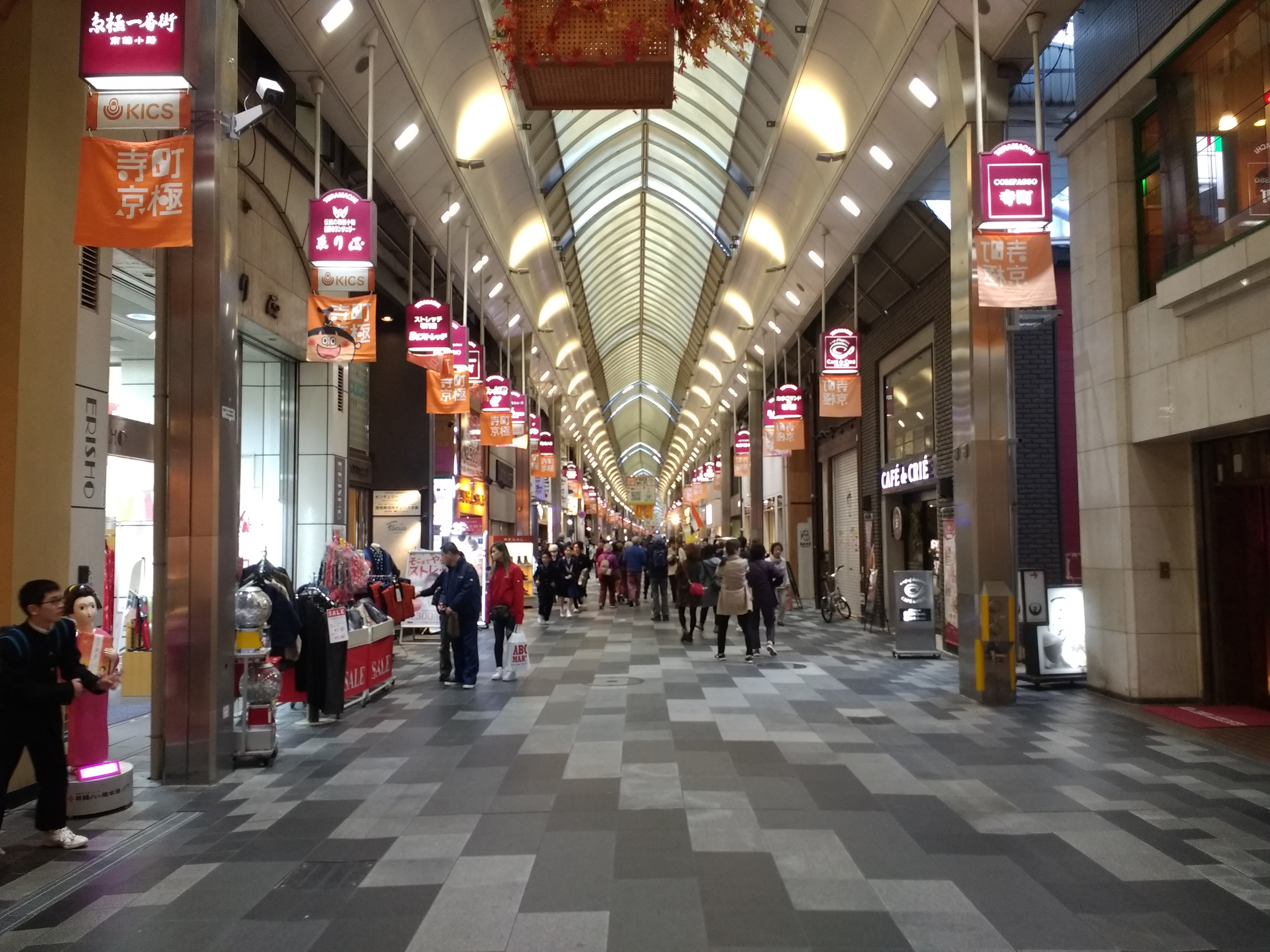
ممر شارع تيراماتشي

り بالإنجليزية: Teramachi Street) هو شارع تاريخي في كيوتو، اليابان، يمتد من الشمال إلى الجنوب من شارع كوراماغوتشي إلى شارع غوجو، على بعد حوالي 4.6 كم.

## تاريخ
يتوافق شارع تيراماتشي الحالي مع هيغاشي كيوجويوكا أوجي من هييان -كويو. كان عرض الشارع حوالي 32 مترًا، لكن تم تدميره لاحقًا بسبب حرب عنين.
في عام 1590، أعاد تويوتومي هيديوشي بناء الشارع، الذي أمر بنقل عدد كبير من المعابد البوذية إلى الموقع. وفقا للسجلات، كان هناك ما يقرب من 80 معبدًا في المنطقة، من طوائف مختلفة. 
اسم الشارع يعني حرفياً «تيمبل تاون»، على غرار «تمبلتون» الإنجليزية، ويعكس العدد الكبير من المعابد التي تم نقلها إلى هناك أثناء إعادة تصميم  تويوتومي هيده-يوشي لمدينة كيوتو في القرن السادس عشر. يقال أنه من خلال ترتيب المعابد، أراد  تويوتومي هيده-يوشي بالفعل حماية المدينة من الهجمات القادمة من الشرق، حيث كان الغزاة يركضون إلى المباني المقدسة أولاً، مما يجعل من الصعب عليهم المضي قدمًا في خططهم وتدمير المدينة.
 خلال فترة إيدو، بدأت المتاجر التي تبيع الكتب والمسابح البوذية وفرش الكتابة والأدوية بالازدهار في المنطقة؛ وكذلك محلات الورق والحرفيين الشامسيين، التي أعطت شكلها في نهاية المطاف لشارع اليوم.  من عام 1895 إلى عام 1926، كان هناك ترام يسير بين شارع ماروتاماتشي وشارع نيجو.

## في يومنا هذا
في الوقت الحاضر، يمتد الشارع على الجانب الشرقي من قصر كيوتو الإمبراطوري، بين شارع كاواراماتشي (الجانب الشرقي) وشارع جوكوماتشي (الجانب الغربي). 
يُعرف القسم الممتد من شارع ماروتاماتشي إلى شارع نيجو باسم تيراماتشيكاي وهو محاط بالمتاجر والمعارض العتيقة. القسم من شارع أويكي إلى شارع سانجو عبارة عن رواق تسوق يسمى (Teramachi Shōtengai). 
المنطقة الممتدة من شارع سانجو إلى شارع شيجو هي أيضًا رواق يحتوي على مجموعة متنوعة من المتاجر والخدمات، التقليدية والحديثة، والتي تحمل اسم بوصلة تيراماتشي (Teramachi Kyōgoku Shōtengai). 
يتم إغلاق القسم الواقع بين شارع أويكي وشارع شيجو أمام حركة مرور المركبات خلال النهار، ويشكل شوارع التسوق كاواراماتشي وشينكيوجويكا ممرًا للمشاة،  والذي يعد حاليًا مكانًا شهيرًا للتسوق في المدينة بين الشباب والسياح أيضًا. 
يحتوي القسم الواقع بين شارع شيجو وشارع تاكاتسوجي على العديد من المتاجر الإلكترونية التي تحمل اسم «تيراماتشي دينكيغاي». 

## معالم ذات صلة على طول الشارع[1]
- ياتاديرا
- روزان جي
- هوني-جي
- قصر كيوتو الإمبراطوري
- مكتبة مدينة كيوتو للوثائق التاريخية
- مجلس مدينة كيوتو

## روابط خارجية
- ياتاديرا نسخة محفوظة 7 أغسطس 2020 على موقع واي باك مشين.
- قصر كيوتو الإمبراطوري
- مكتبة مدينة كيوتو للوثائق التاريخية
- موقع Teramachikai باللغة الإنجليزية